# مونکسار
مونکسار (به لاتین: Munxar) یک منطقهٔ مسکونی در مالت است. مونکسار ۲٫۸ کیلومتر مربع مساحت و ۱٬۴۵۴ نفر جمعیت دارد.